# Peluquero canino

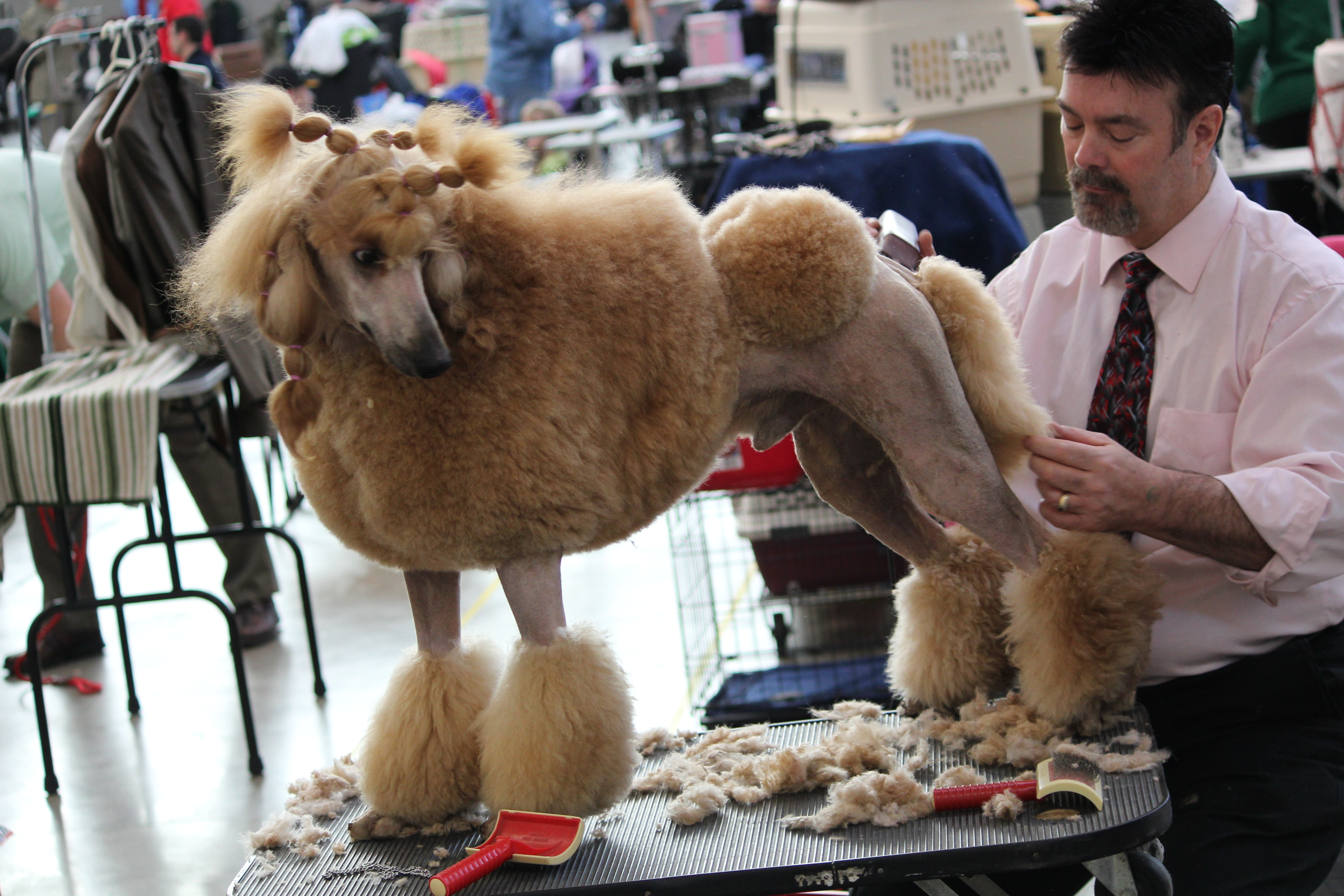
Corte y peinado de un Caniche durante una competición

Un peluquero canino es quien procura cuidados de peluquería y estéticos a los perros. Entre algunas funciones están: el arreglo, corte y mantenimiento del pelaje.

## Funciones
Entre las actuaciones que realiza un peluquero canino están: 

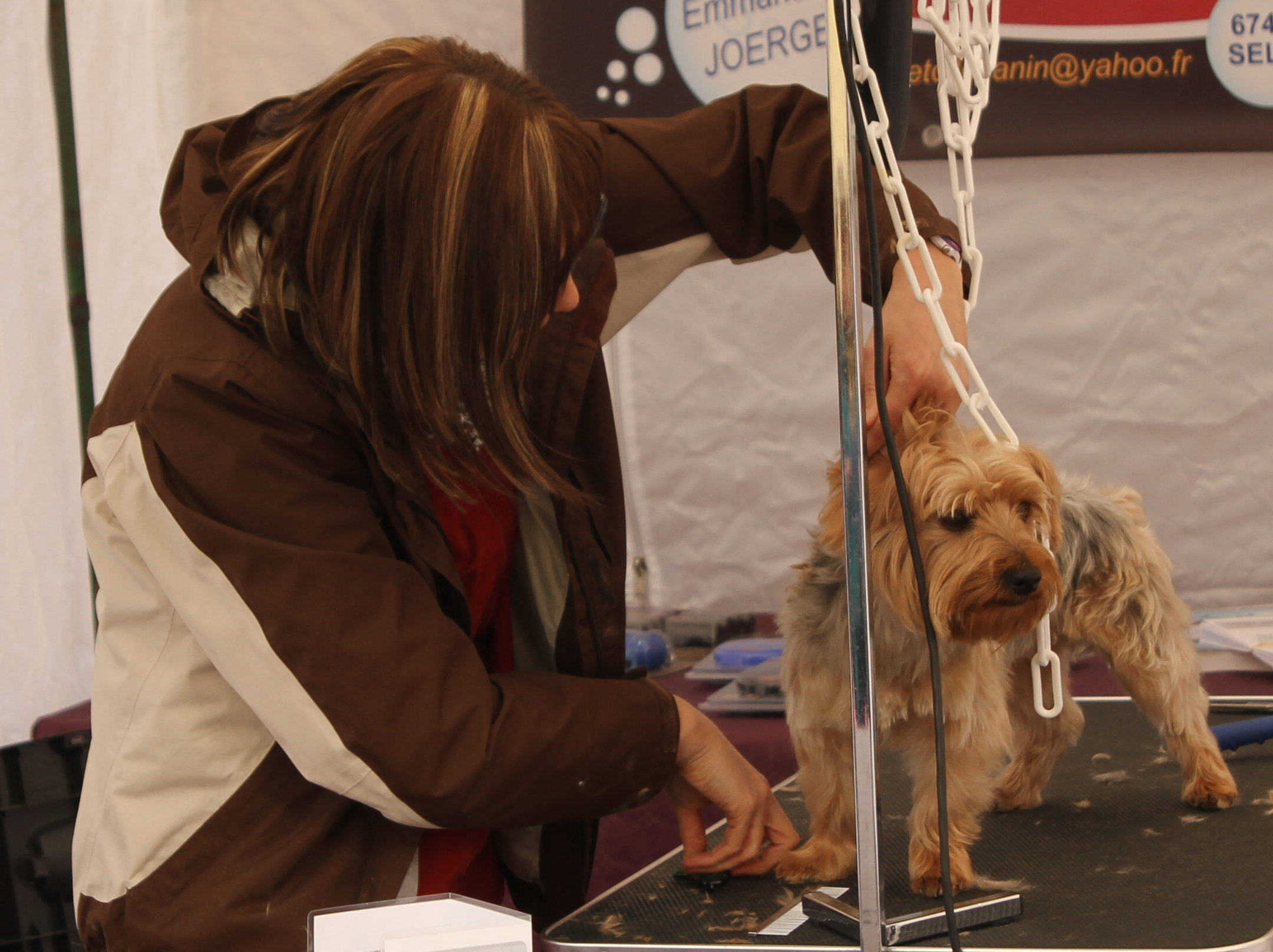
Peluquera canina arreglando a un terrier.

- Lavar.
- Cortar.
- Stripping.
- Grooming.
- Trimming.
- Corte de uñas.
- Vaciado de glándulas anales.
- Cepillado de dientes.
- Limpieza de oídos.

### Elementos
- Cardas, para cabellos largos o rizados. Pueden ser suaves, semisuaves o duras. Hay que tener cuidado al utilizarla porque arranca el pelo.
- Peines metálicos, utilizados inmediatamente después del desenredado con cardas.
- Cepillos de caucho con pelo natural, si se trata de pelajes cortos.
- Rastrillos con púas metálicas, para arrancar el submanto en pelajes densos, ej.Nórdicos.Con púas de goma para mantos cortos.

## Sistemas
- El sistema más sencillo consiste en utilizar maquinillas eléctricas. Ya sea para realizar un corte comercial o un corte específico de raza .
- El stripping, significa arrancar o tirar del pelo. Es una técnica delicada que tiene como finalidad la renovación del pelo de cobertura, para conseguir un pelaje brillante y mejor crecimiento. Se realiza en el trimming de los terrier arrancando el pelo muerto de raíz utilizando una cuchilla de stripping, que puede ser de dientes juntos o separados.
- El corte con tijera puede llegar a considerarse un arte al crear formas originales con el pelaje del animal.[2]

El trabajo más habitual de un peluquero canino es realizar un buen grooming —denominación que recibe el arreglo completo que se realiza en el animal para que se mantenga en óptimas condiciones—, que incluye el corte de uñas o pedicura, la limpieza de los dientes, ojos y oídos, vaciar las glándulas anales, el rasurado, lavado y cepillado.
Algunas de las habilidades que debe tener un peluquero canino son la capacidad de tranquilizar a la mascota que se ve situado de repente en un ambiente extraño y rodeado de personal desconocido. Para ello, se suele echar mano de juguetes y mucho tacto en el trato con el animal. Las primeras ocasiones son las más delicadas, pero una vez ha tomado confianza suele llegar a interpretarse como una actividad placentera.

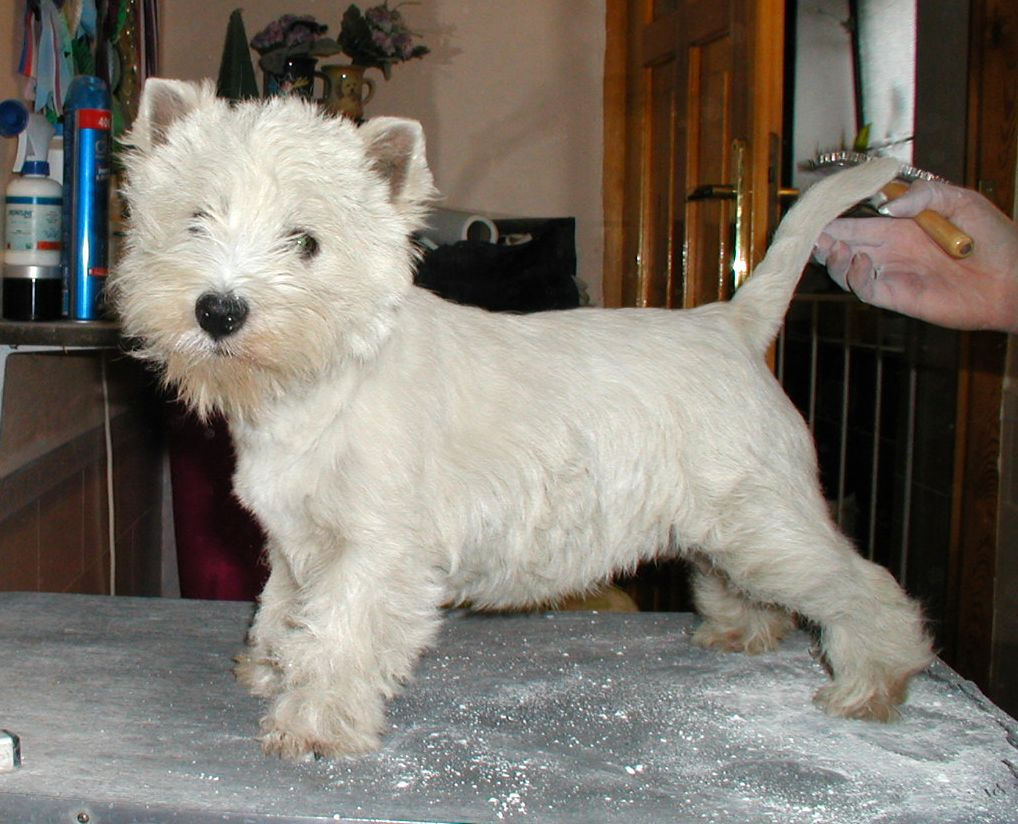
Cachorro de Westie acostumbrándose al stripping.

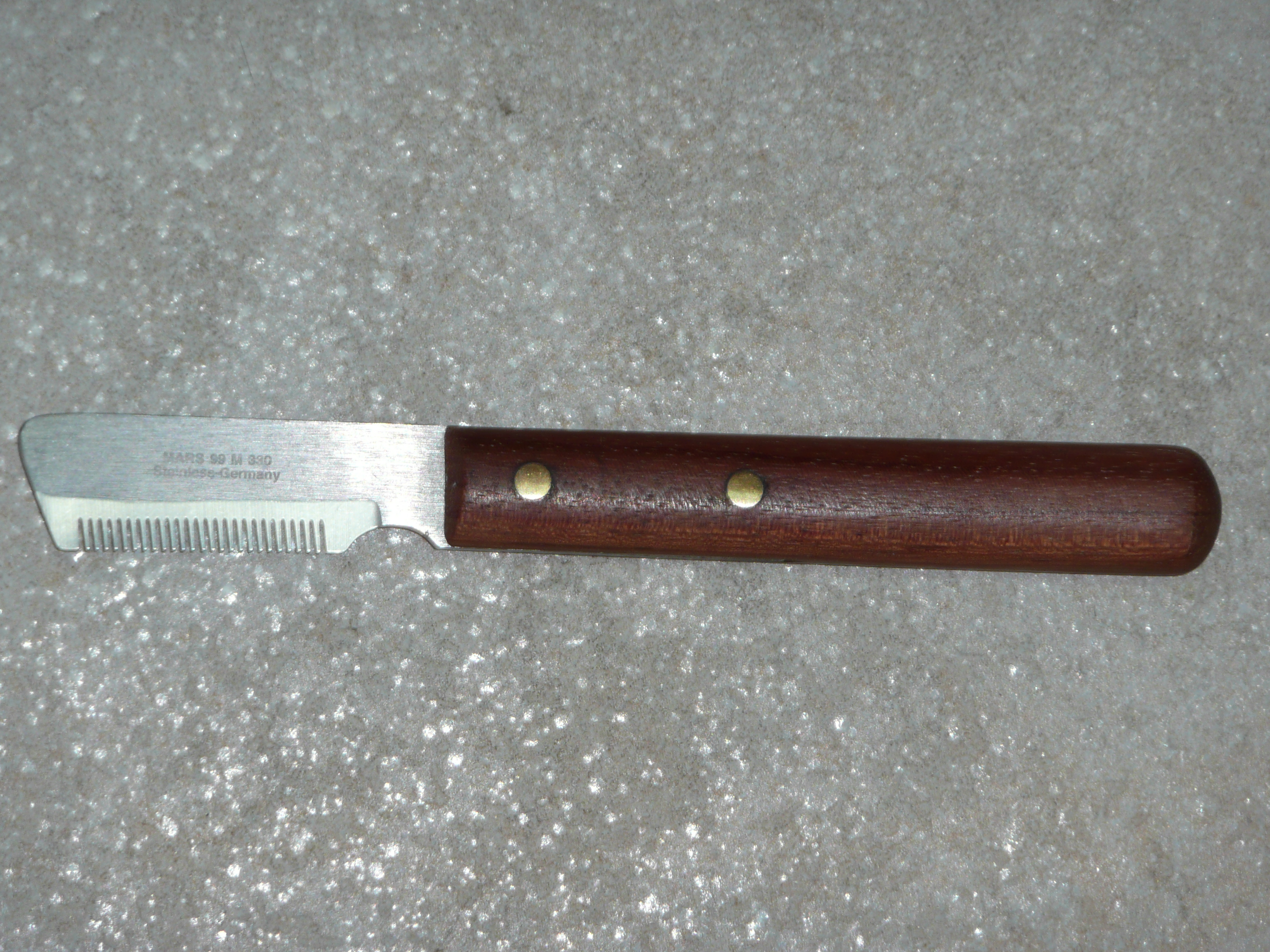
Cuchilla para realizar el stripping.

### Stripping
Pelado o pelado a mano, es el proceso de sacar el pelo muerto de la capa de un perro que no suelta pelo, ya sea mediante el uso de un cuchillo de pelado o los dedos. Una capa dura, nervuda tiene un ciclo en el que empieza a crecer y luego pelecha al alcanzar la longitud máxima. Pelado a mano coordina el peleche y da espacio a que crezca una nueva capa de pelo. El pelado o stripping es el método adecuado para el mantenimiento del manto de los terriers, y se requiere para perros de exposición de razas de pelo duro. El pelo se elimina, ya sea con un cuchillo de pelado o piedra de pelado, con la capa superior retirada se revela la capa interior densa y suave. Si se hace correctamente, el procedimiento es indoloro. Muchos perros aprenden a disfrutar del stripping, sobre todo cuando son introducidos a la técnica desde cachorros.

## Tipos de pelaje canino

Perros con doble capa de pelo tienen una capa superior gruesa y pesada con una capa más corta y fina.
El pelo rizado de una sola capa.
Pelo sedoso de una capa. Es muy fino, largo, con o sin lanilla interna.
Este tipo de pelaje tiene sólo una capa. El pelo es corto.
Esta tipo de pelo tiene una capa gruesa externa y una capa interna de lanilla corta y gruesa

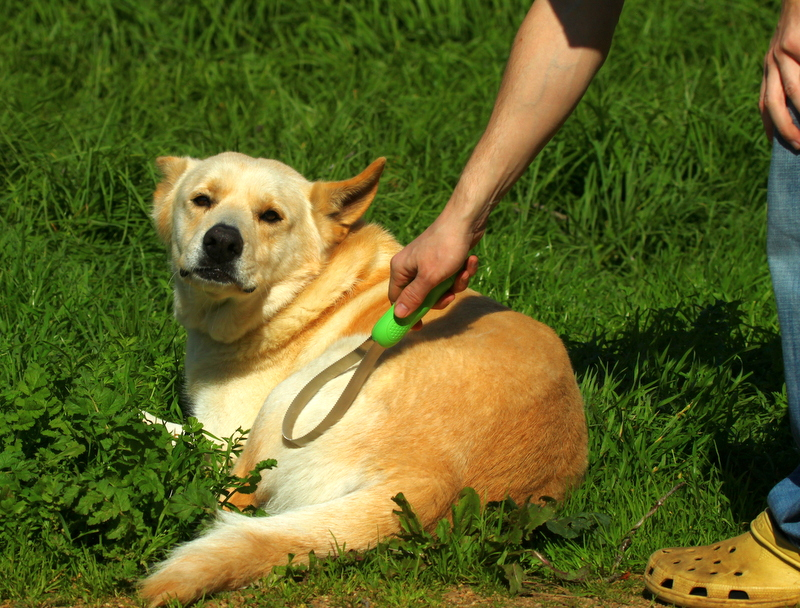
Una cepillada diaria mantendrá saludable el pelo del perro.

## Mantenimiento en casa
Se recomienda cepillar diariamente el pelo de la mascota, especialmente si son razas de pelo largo, como el Afgano o Shih Tzu, que tienen que ser cepillado una vez al día como mínimo, si se deja pasar más días es muy probable que se le formen nudos en el cabello, lo cual perjudica a la hora de querer un corte de cabello en especial. También se aconseja que solo se usen trajes para mascotas cuando se pasea y no para estar en casa todos los días, ya que impide el crecimiendo normal del pelaje formando nudos en el cuerpo del perro.